# Cnori
Cnori (წნორი) – miasto w Gruzji, w regionie Kachetia. Znajduje się w dolinie Alazani w pobliżu miasta Sighnaghi. W 2014 roku liczyło 4815 mieszkańców.

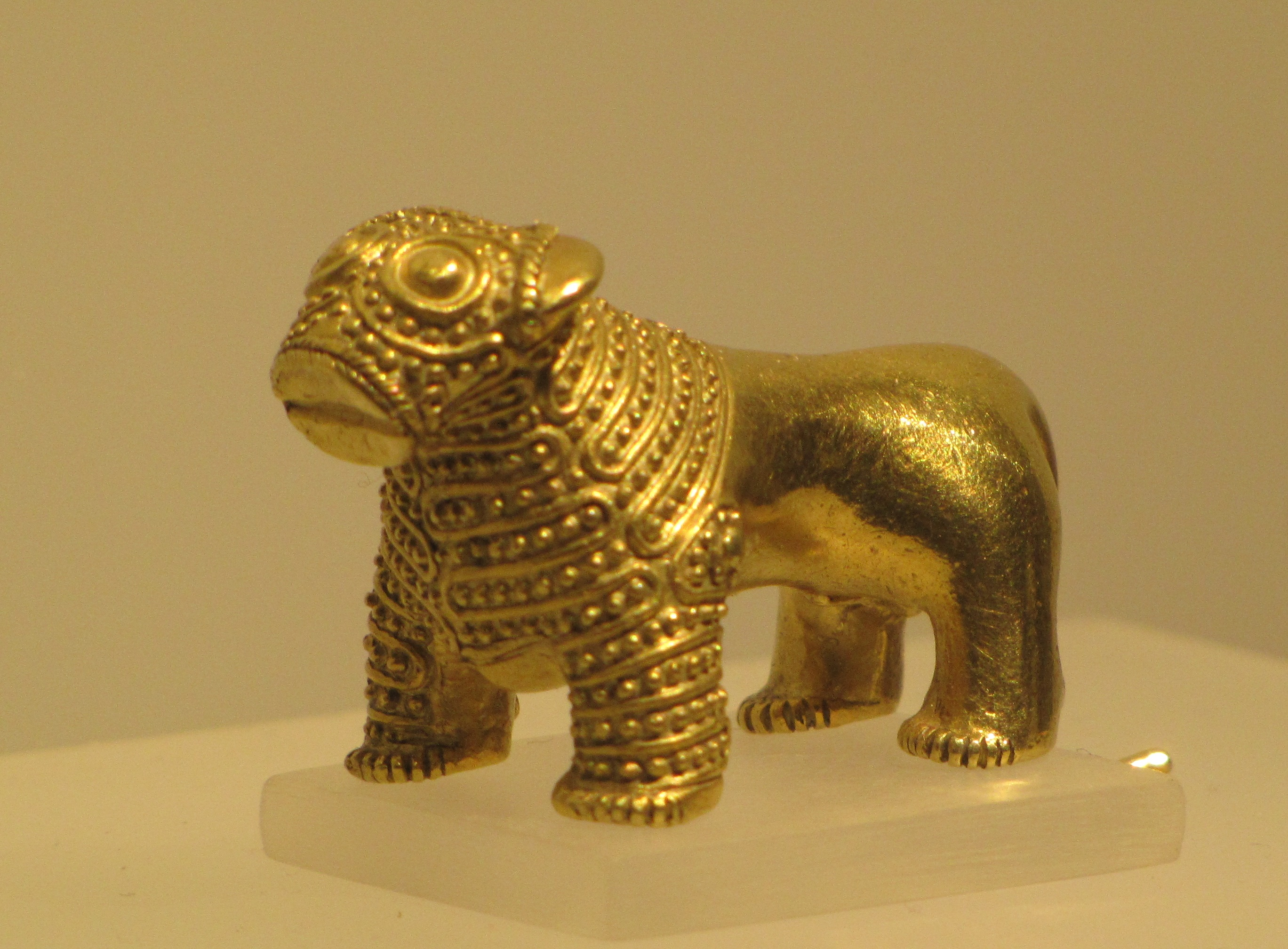
Gruziński złoty lew wydobyty w Cnori